# 二十歳の原点ノート
『二十歳の原点ノート』（にじゅっさいのげんてん ノート）は、1976年に新潮社から発行された高野悦子による日記。1963年1月1日（中学2年）から1966年11月22日（高校3年）までの記録である。2009年3月、新装版がカンゼンから発売。

## 出版までの経緯
新潮社から発売された「二十歳の原点」、「二十歳の原点序章」が続けてベストセラーになり、その続編として出版されたもの。3作目に当たる本作もベストセラーになった。

## 概要
中学校から高校にかけての思春期の心の移り変わりと学校生活での悩みを書いている。

## 出版
- 『二十歳の原点ノート』（新潮社、1976年1月、ISBN 978-4-10-118301-5、絶版）
- 『二十歳の原点ノート』（新潮文庫、1980年4月）
- 『二十歳の原点ノート 新装版』（カンゼン、2009年3月、ISBN 978-4-86255-030-9）